# Jackie Fargo
Henry Faggart, noto come Jackie Fargo (Concord, 26 giugno 1930 – China Grove, 24 giugno 2013), è stato un wrestler statunitense.
È stato uno dei principali lottatori negli anni 50, 60 e inizio 70, vincendo 45 volte i titoli della categoria di coppia insieme a suo fratello (kayfabe), Don Fargo e altri lottatori di Memphis come Jerry Lawler, Robert Fueller e altri.

## Carriera
Fargo inizia ad allenarsi nel Bowling Green Auditorium, combattendo i primi incontri come "Wild Man" Henry Fargo. Inizia la carriera professionista nel 1950; durante la sua carriera vincerà 45 titoli di coppia regionali e mondiali. Insieme a suo fratello (nella storyline) Don Fargo, i due saranno conosciuti come The Fabulous Fargos, vincerà l'NWA Tag Team Championship verso la fine nel 1959 diventando uno dei lottatori simbolo della federazione.
L'anno seguente avrà da singolo un push che lo porterà a lottare per il titolo massimo in un triple threat match contro Antonino Rocca e Miguel Perez, il match vinto dal primo entrerà nella storia per aver avuto più di 20.000 spettatori, un record per l'epoca. Dopo la brevissima parentesi da singolo riformerà la coppia con Don Fargo, questa volta con l'assistenza dal manager Jim Cornette. Sotto la guida di Jim, Jackie cambierà modo di lottare diventando più stiff, e tendente alla rissa. Inoltre inizierà a usare durante i match oggetti come sedie, catene ed oggetti contundenti in legno, diventando uno dei pionieri dell'hardcore wrestling.
Vincerà svariati titoli di coppia assieme a lottatori dell'epoca come Don Fargo, Mario Milano, Don Leo Jonathan, Tex Riley, Sonny Fargo, Mr. Wrestling, George Gulas, Jerry Lawler e il leggendario Lou Thesz. 
Fargo è l'inventore del Fargo's strut, una particolare camminata che in seguito sarà usata da altri lottatori come Jeff Jarrett e i Fabulous Ones.
Nel 1973 avrà una violenta rivalità con Buddy Rogers che terminerà quando in un handicap match dove Fargo e il suo alleato Jerry Lawler lo sconfiggeranno, tuttavia a fine match Lawler tradisce Fargo rasandogli i suoi caratteristici capelli biondo platino; la sera successiva Fargo e Jim White sconfiggono Jerry Lawler e Buddy Rogers.
Nel 1980 si ritira dal wrestling attivo diventando manager dei Fabulous One (Steve Keirn e Stan Lane).
Apparirà nel 2002 nel primo episodio di Total Nonstop Action assieme a leggende come Dory Funk Jr., Ricky Steamboat e altri. Tornerà nella terza puntata dove assisterà Scott Hall durante il suo match contro Jeff Jarrett. Nel 2006 combatte il suo ultimo match, all'età di 76 anni.

## Morte
Faggart è deceduto il 24 giugno 2013, dopo un ricovero in ospedale di una settimana a causa di un infarto.

## Personaggio
Mossa finale
- Reverse Atomic Drop

Mosse caratteristiche
- Forearm Smash
- Running Knee Strike
- Colpi con vari oggetti

## Titoli e riconoscimenti
- Georgia Championship Wrestling
  - NWA World Tag Team Championship (Georgia version) (1) con Don Fargo
- Gulf Coast Championship Wrestling
  - NWA Southern Tag Team Championship (Gulf Coast Version) (2) - con Joey Fargo (1) & Jack Donovan (1)
- National Wrestling Alliance
  - NWA Hall of Fame (Classe del 2013)[4]
- NWA Chicago
  - NWA World Tag Team Championship (Chicago version) (1) con Don Fargo
- NWA Mid-America / Continental Wrestling Association
  - AWA Southern Tag Team Championship (1) - con Randy Fargo
  - NWA Mid-America Heavyweight Championship (3)
  - NWA Mid-America Tag Team Championship (5) con Tojo Yamamoto (2) & George Gulas (3)
  - NWA Six-Man Tag Team Championship (2) con George Gulas & Dennis Hall
  - NWA Southern Junior Heavyweight Championship (5)
  - NWA Southern Tag Team Championship (Mid-America version) (22) con Don Fargo (2), Lester Welch (3), Tex Riley (1), Mario Milano (2), Sonny Fargo (3), Len Rossi (2), Lou Thesz (1), Dennis Hall (1), Jerry Jarrett (4), Don Greene (2), & Randy Fargo (1)
  - NWA United States Tag Team Championship (Mid-America version)  (3) – con George Gulas (1), Don Carson (1), Jerry Lawler (1)[5][6]
  - NWA World Tag Team Championship (Mid-America version) (15) con Don Fargo (9), Joe Fargo (1), Mario Milano (1), Len Rossi (1) Herb Welch(1), Robert Fuller (1), & Jerry Jarrett (1)
- Professional Wrestling Hall of Fame
  - Classe del 2014[7]
- Wrestling Observer Newsletter
  - Wrestling Observer Newsletter Hall of Fame (Classe del 1996)